# 绸缪镇
绸缪镇，是中华人民共和国江苏省常州市溧阳市下辖的一个已撤销乡镇级行政单位，位于溧阳市中北部。2007年并入别桥镇。

## 历史
中华民国时期设綢繆鄉，属竹簀橋區（1935年改称第三區）。1947年撤乡建镇，当年又复改为乡，并重划县辖区，设綢繆區（区署驻綢繆村）。
1949年建立綢繆鄉（属县辖别橋區），1956年撤销。1958年乡改公社后，1961年新建绸缪公社，1983年后改为绸缪乡。
2000年初绸缪乡、古渎乡合并为绸缪镇。2007年撤销绸缪镇并入别桥镇。

## 行政区划
撤销前绸缪镇下辖以下地区：
绸缪社区、古渎村、东溪村、道成村、周家湾、杨家湾村、绸缪村、东马村、皋溪村和阴山村。